# All That (Lady)
«All That (Lady)» — другий сингл з Jesus Piece, п'ятого студійного альбому американського репера The Game. Як семпл використано «Lady» у виконанні D'Angelo. У пісні взяли участь такі репери, як Lil Wayne, Big Sean, Fabolous та співак Jeremih.

## Передісторія
Уперше на радіо пісня прозвучала на лос-анджелеській Power 106 4 грудня 2012 у «Big Boy Neighboorhood». 7 грудня виконавець завантажив на Twitter скриншот текстових повідомлень від Доктора Дре, в яких він привітав його з платівкою та похвалив трек «All That (Lady)».
У тиждень виходу альбому «All That (Lady)» дебютувала на 48-ій сходинці Hot R&B/Hip-Hop Songs. 19 лютого 2013 трек відіслали на радіостанції як офіційний другий окремок.

## Відеокліп
У тиждень, коли відбулась BET Awards 2013, Game разом з усіма виконавцями, крім Lil Wayne і Fabolous, зняв відео. Прем'єра: 1 листопада.

## Чартові позиції
| Чарт (2013)                             | Найвища позиція |
| --------------------------------------- | --------------- |
| США (Hot R&B/Hip-Hop Songs) (Billboard) | 48              |